# Epioblasma brevidens
Epioblasma brevidens е вид мида от семейство Unionidae. Видът е критично застрашен от изчезване.

## Разпространение
Разпространен е в САЩ (Алабама, Вирджиния, Кентъки и Тенеси).